# می عزالدین
ماهیتاب حسین عزالدین وهبی مشهور به مَی عزالدین (۱۹ ژانویهٔ ۱۹۸۰) بازیگر مصری است. او دارای لیسانس ادبیات از گروه جامعه‌شناسی دانشگاه اسکندریه است. فعالیت هنری خود را از جوانی آغاز کرد، زمانی که محمد فؤاد در سال ۲۰۰۱ او را برای بازی در فیلم «سفر عشق» با احمد حلمی انتخاب کرد. موفقیت اصلی در سال ۲۰۰۲ با حضورش به عنوان دختر هنرمند یسرا در سریال «قلب من کجاست؟» بود. سال ۲۰۰۴ در حرفهٔ هنری او قابل توجه بود، زیرا او در سریال «ای گل، چه کسی تو را می‌خرد؟» درخشید. از آن زمان، در سریال‌ها، فیلم‌ها و نمایش‌های بسیاری بازی کرده است. 

## زندگی و پیشه
می عزالدین با نام اصلی ماهیتاب حسین عز الدین وهبی در ابوظبی، پایتخت امارات متحده عربی در ۱۹ ژانویه ۱۹۸۰ از مادری مسیحی و پدری مسلمان به دنیا آمد.با توجه به اصالتش، ملیت مصری دارد. پدرش در سه سالگی از مادرش جدا شد، او با مادرش به زادگاهش اسکندریه بازگشت، جایی که با مادرش ساکن شد. در مهد کودک با وجود سن کم در جشن فارغ‌التحصیلی سخنرانی کرد. وقتی وارد مدرسهٔ دخترانهٔ النصر اسکندریه شد، در یک گروه نمایشی در مدرسه شرکت کرد. در اکثر فعالیت‌های هنری شرکت کرد. به دانشکدهٔ ادبیات دانشگاه اسکندریه، گروه جامعه‌شناسی پیوست و فارغ‌التحصیل شد.
در ابتدای سال ۲۰۰۱ تصمیم خود را برای ورود به دنیای هنر و بازیگری گرفت. وقتی فهمید محمد فؤاد به دنبال چهرهٔ جدیدی برای فیلم جدیدش «سفر عشق» (به عربی: رحلة حب) است، تصمیم گرفت از منیر راضی کارگردان که دوست خانوادگی بود بپرسد و از او بخواهد تا با علی محمد النجار کارگردان فیلم ملاقات کند. وقتی او را دید استعداد جدیدی در چهرهٔ او یافت و نقش اصلی را به او داد. این نقطهٔ عطفی در تاریخ حرفهٔ او و آغاز ورودش به جامعهٔ هنری بود. این چنین، شروع هنری می در فیلم محمد فؤاد در سال ۲۰۰۱ شد.
یسرا پس از شرکت می در فیلم «سفر عشق» او را دید و برای سریال «قلب من کجاست» (به عربی: أين قلبي) او را انتخاب کرد. او با مجدی ابوعمیره کارگردان این سریال تماس گرفت و به او گفت که فردی را برای بازی دخترش در سریال پیدا کرده است و او با وجود حضور چهل نامزد زن، این نقش را به می عزالدین واگذار کرد. می این نقش را بازی کرد و مورد تحسین قرار گرفت که فرصتی بود برای او که با شرکت در کنار یسرا، چیزهای زیادی از او بیاموزد. پس از آن در نقش‌های متمایز بسیاری از جمله سریال‌های «مامان حرف بزن» كلم ماما که شخصیت دالیا مقالب را ارائه کرد، «غم و اندوه» بوحة و «خیانت شرعی» خيانة مشروعة ظاهر شد. او در ۲۰۰۲ زمانی که دومین بار در سریال «قلب من کجاست؟» ظاهر شد، وارد دنیای درام شد. در سال ۲۰۰۳ در سریال تلویزیونی «حقیقت و سراب» الحقيقة والسراب شرکت کرد که در آن نقش منال دختر فیفی عبده را بازی کرد.
در ۲۰۰۴، او در سریال «ای گل، کی تو را خواهد خرید؟» (به عربی: يا ورد من يشتريك) شرکت کرد و نقش شهد با یسرا را در سریال «دیدار روی هوا» (به عربی: لقاء على الهوا) بازی کرد. در همان سال در دو فیلم بازی کرد: فیلم اول «فرح» و فیلم دوم «کیمو و آنتیمو» بود.در فیلم «عمر و سلما» بازی کرد و با ایفای نقش در کنار تامر حسنی متمایز شد و سایر قسمت‌های همان فیلم از سال ۲۰۰۹ تا سال ۲۰۱۱ نمایش داد شد. عزالدین هر سال یک فیلم و سریال بازی می‌کرد، در سال ۲۰۱۳ سریال «شک» و فیلم «گِیم اُوِر» و در ۲۰۱۴ سریال «دختران را ناز کن» را ارائه کرد. در سال ۲۰۱۵ در سریال «حال عشق» بازی کرد. او در سال ۲۰۱۶ سریال «قول» را ارائه کرد. نقش‌آفرینی‌های او مورد تحسین تماشاگران قرار گرفت و شهرت گسترده‌ای در صحنهٔ تلویزیون برایش داشت و وارد آثار ماه رمضان شد. در صحنهٔ درام رمضان در سال ۲۰۱۷ غایب شد. او در ماه رمضان سال ۲۰۱۸ در نقشی جدید از طریق سریال «رسائل» بازگشت که نویسندهٔ آن محمد سلیمان، تهیه‌کننده‌اش شرکت سیزگی و تامر مرسی به کارگردانی ابراهیم فخر بود. در سال ۲۰۱۸، او اپلیکیشنی را با عنوان Mai Ezz Eldin به صورت تخصصی در زمینهٔ مد و مراقبت از زیبایی راه‌اندازی کرد.
عز الدین آثار موفق بسیاری از جمله «جزیرهٔ غمام» ۲۰۲۲، «کانتو مارکت» ۲۰۲۳ ارائه کرد و در پایان سال ۲۰۲۳ در نمایش «ازدواج مصنوعی» روی صحنه رفت.

## جوایز
می عز الدین در طول فعالیت هنری خود جوایز زیادی دریافت کرده است. او جایزهٔ بهترین نقش زن را از مجله شُروق برای بازی در سریال «پروندهٔ صفیه» دریافت کرد.

## زندگی شخصی
او دین اسلام را پذیرفته. در سینمای مصری به زیبایی درونی و بیرونی‌اش معروف است. او موهای شاه بلوطی چشمان قهوه‌ای دارد. ۱۶۶ سانتی‌متر قد و ۶۲ کیلوگرم وزن دارد. عزالدین یک خواهر ناتنی دارد که نامش هبه است. هبه دختر شوهر مادرش است، از کودکی با هم بزرگ شده‌اند و رابطهٔ آنها بسیار نزدیک است.
می عز الدین در حرفهٔ کاری خود با چندین ویژگی متمایز شده و یکی از ویژگی‌های او این است که دوست دارد با دیگران مشورت کند و نظرات آنها را بداند و همه نظرات را تا رسیدن به هدف جمع‌آوری کند. سرگرمی‌های زیادی دارد. عاشق عکاسی و سفر است. او دوست ندارد در مورد سیاست، ورزش و مذهب صحبت کند و ترجیح می‌دهد در مورد این مسائل بی‌طرف بماند. 
می عزالدین با فوتبالیست محمد زیدان ارتباط داشت، اما خیلی زود از هم جدا شدند و نامزدی آنها دوام نیاورد، هرچند او تنها عشق زندگی او بود. همچنین دوستی بسیار خوبی بین آنها وجود دارد. اختلافاتی که در آخرین دوران نامزدی بین آنها زیاد شد، باعث شد که تصمیم بگیرند رابطهٔ خود را ادامه ندهند و دوستی را برای خود بهتر دانستند.  زیدان در مصاحبه ای افزود که در آن تأیید کرد که با وجود جدایی، با می عزالدین دوستی قوی دارد. عزالدین پس از آن با کسی ارتباط نگرفت، به ازدواج مبتنی بر عقل را باور ندارد، همچنین به این نظریه که عشق با گذشت روزها و سال‌ها به وجود می‌آید. او با مهم‌ترین طراحان دنیای مد از جمله مرمر حلیم، مایکل سینکو، کارن میلن و زینا زکی همکاری می‌کند.
عزالدین از روی احتیاط و برای حفظ انگیزه‌های دینی و اخلاقی خود، تمایل شخصی خود را برای جایگزینی بوسه در آثارش تنها با آغوش گرفتن ابراز کرده است و باور دارد که این برای ابراز عشق و عاشقی به نحو عالی کافی است و لازم نیست در بازیگری از مرزها عبور کرد.